# Jalach
Jalach (en turcomano: Halaç; en ruso: Халач) es una ciudad de Turkmenistán, capital del distrito de Jalach en la provincia de Lebap.

## Toponimia
Jalach (Halaç) es el nombre de una antigua tribu turcomana oguz, pero su origen es desconocido. Los primeros lingüistas dividieron el nombre en dos partes, gal aç ("permanecer hambriento") o gal, aç ("permanecer, abrir"). Ármin Vámbéry lo consideró una corrupción de gylyç ("espada").

## Geografía
Jalach se encuentra en la margen izquierda del río Amu Daria. 

## Historia
En el período soviético, Jalach era un asentamiento de tipo urbano desde 1939 y también el centro del distrito de Jalach de la región de Chardzhou de la República Socialista Soviética de Turkmenistán. 
Desde 2016 se le otorgó a Jalach el estatus de ciudad.

## Demografía
| 1211                                   | 1979 | 3285 | 4022 | 5101 |
| (Fuente: Censo soviético de 1959-1989) |      |      |      |      |

## Infraestructura

### Transporte
Cerca del pueblo hay una estación de tren del mismo nombre, en la línea ferroviaria Kerkichi-Turkmenabat.